# Reinhold Senn
Reinhold Senn   (Imst, 6 de desembre de 1936 - Zams, 1 de juny de 2023) és un conductor de luge austríac, ja retirat, que va competir durant la dècada de 1960.
El 1964 va prendre part en els Jocs Olímpics d'Hivern d'Innsbruck, on fou vint-i-unè en la prova individual del programa de luge i guanyà la medalla de plata en la prova per parelles, junt a Helmut Thaler.
En el seu palmarès també destaquen dues medalles de bronze al Campionat del món de luge i una de plata al Campionat d'Europa.